# Letteratura latina classica
L'età della letteratura latina classica (o età aurea) è compresa fra il 78 a.C. (quando Cicerone intraprese l'attività letteraria) e il 14 d.C. (morte di Augusto).
Viene considerato il periodo di massimo splendore della letteratura latina. In questo periodo, infatti, nacquero correnti poetiche quali quella dei poetae novi (o neòteroi) e della lirica e risaltarono nomi come Orazio, Catullo, Catone e Sallustio.
Molti temi sono ispirati alla poesia greca, che era ormai in fase decadente, mentre il neoterismo si stava sviluppando nel mondo romano. Celebre e caratteristica fu anche l'immagine di Virgilio, che, attraversando più stili letterari, compose opere di grande valore tuttora considerate.

## Contesto storico e influenze letterarie

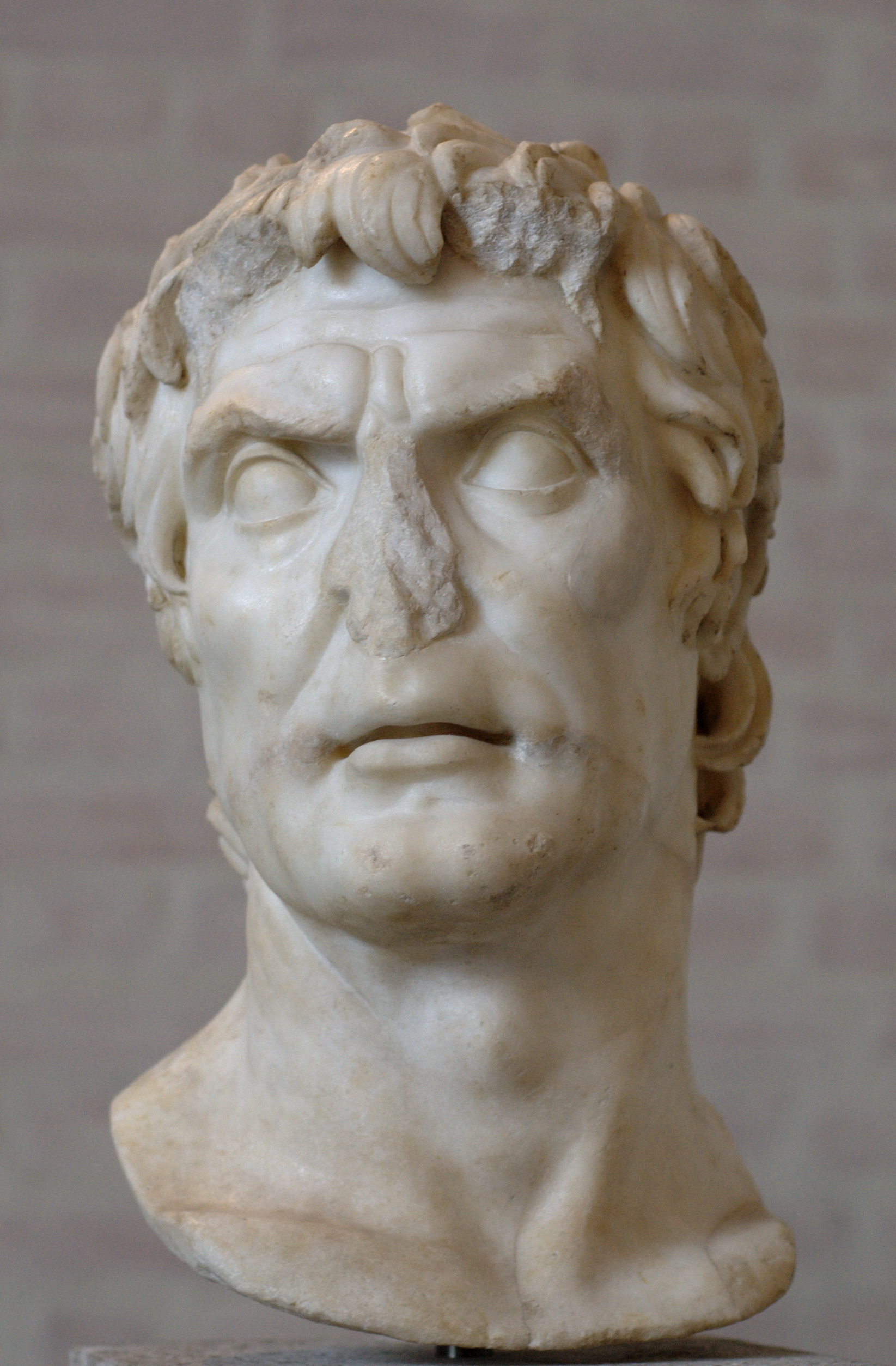
Presunto ritratto di Lucio Cornelio Silla

In Senato lo scontro politico tra le due fazioni avverse, quella degli optimates, che aveva trovato il suo "campione militare" nel nobile Lucio Cornelio Silla, e quella dei populares, guidata dal generale e homo novus Gaio Mario, si stava sempre più radicalizzando, non trovando le due fazioni più alcun terreno di concordia comune sugli elementi fondanti dello Stato, come la cittadinanza, la suddivisione delle sempre maggiori ricchezze che affluivano a Roma e il controllo dell'esercito, che si stava trasformando da esercito di leva in esercito di professionisti.
Questa tensione, fino a che Gaio Mario rimase in vita, si risolse sempre nella lotta per l'ottenimento del consolato per i candidati della propria parte politica. Morto Mario e trovandosi Quinto Sertorio in Spagna, forse l'unico tra i mariani che potesse contrastare militarmente Silla, Publio Cornelio, al ritorno dalla vittoriosa guerra in oriente, ritenne di poter forzare la mano e, con l'esercito in armi, si marciò contro Roma nell'82 a.C. Qui, a Porta Collina, fu sconfitto da Silla, che ottenne quindi la vittoria decisiva nella guerra civile contro i mariani.
Per consolidare la sua vittoria, Silla si fece eleggere dittatore a vita e iniziò una vasta e sistematica persecuzione nei confronti dei rappresentanti della parte avversa (le liste di proscrizione sillane) da cui il giovane Giulio Cesare, nipote di Gaio Mario, riuscì a stento a sottrarsi.
Fino a che morì, nel 78 a.C., l'unica seria opposizione che continuò ad essere condotta contro Silla fu quella condotta da Sertorio dalla Spagna.

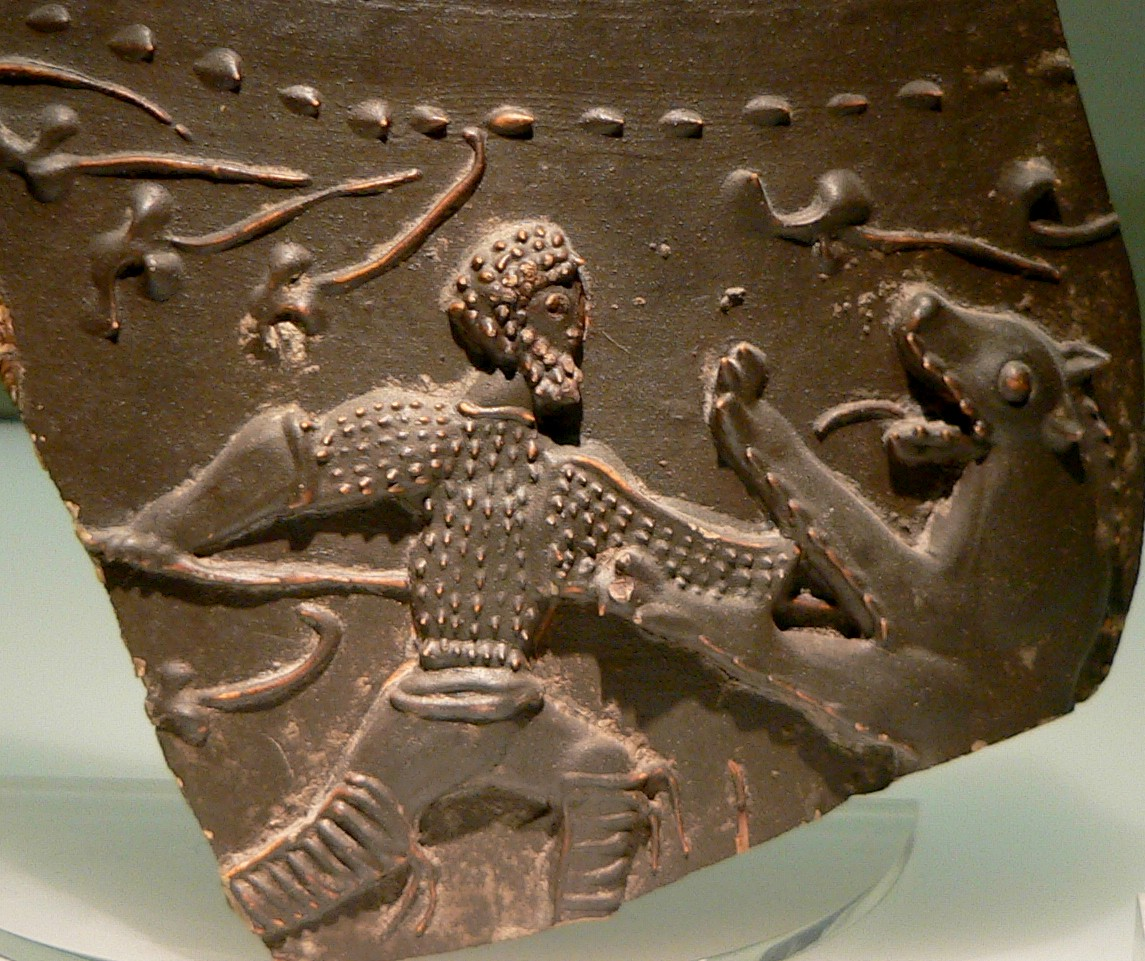
Raffigurazione di un gladiatore: nella terza guerra servile la Repubblica romana dovette affrontare i propri gladiatori e schiavi ribelli.

Dopo questo periodo, la situazione politica fu caratterizzata da una costante instabilità, favorita dai continui contrasti tra la fazione dei populares e quella degli optimates: dopo la guerra civile tra l'homo novus Mario e l'aristocratico Silla e la successiva dittatura sillana, si era consolidato il predominio della fazione aristocratica, divenuta sempre più la padrona incontrastata del senato e della politica romana. Da questa situazione di conflitto si sviluppò nell'80 a.C. la rivolta del popolare Quinto Sertorio: egli radunò attorno a sé i seguaci mariani sfuggiti alle proscrizioni di Silla e si rifugiò in Hispania, dove ottenne l'alleanza dei Lusitani, mai realmente sottomessi all'autorità di Roma. Contro lo Stato ribelle organizzato da Sertorio grazie al continuo afflusso di "perseguitati politici" da Roma fu inviato, nel 76 a.C., Gneo Pompeo, che poté avere la meglio solo quando la confederazione guidata da Sertorio si sfaldò, nel 72 a.C. Contemporaneamente, i Romani erano impegnati a Oriente nella terza guerra contro Mitridate VI del Ponto, condotta dal generale Lucio Licinio Lucullo: il duplice impegno militare riduceva di fatto la presenza di truppe in Italia, rendendo l'esercito inadeguato e permettendo l'iniziale successo della rivolta guidata da Spartaco.
(Theodor Mommsen, Storia di Roma antica, libro V, pp. 657-658.)

## Lingua
Fu nel I secolo a.C., con l'estensione della cittadinanza romana agli Italici e i cambiamenti sociali che ne derivarono, che a Roma sorse la preoccupazione per la purezza della lingua. Anche sotto la spinta della speculazione linguistica greca, si avviò un processo di regolarizzazione della lingua. In questi tempi fiorirono letterati come Cicerone, che fu oratore e filosofo, oltre che politico (fu console nel 63 a.C., l'anno della congiura di Catilina); o come Catullo e i poetae novi, che rivoluzionarono la lingua poetica. La scrittura non era ignota neppure a 'rudi' condottieri come Cesare, che fu ammiratissimo per il suo stile terso, e di cui restano due opere ancora studiate e apprezzate: La guerra gallica (Commentarii de bello Gallico) e La guerra civile (Commentarii de bello civili).
I tempi erano ormai maturi perché la letteratura latina sfidasse quella greca, che allora veniva considerata insuperabile. Nella generazione successiva, sotto il principato di Augusto, fiorirono i maggiori poeti di Roma: Orazio, che primeggiò nella satira e nella lirica, emulava i lirici come Pindaro e Alceo; Virgilio, che si distinse nel genere bucolico, nella poesia didascalica e nell'epica, rivaleggiava con Teocrito, Esiodo e, addirittura, Omero; e poi ancora Ovidio, maestro del metro elegiaco, e, nella storiografia, Tito Livio.
Il periodo classico della lingua latina è ben conosciuto: il latino, a differenza degli idiomi continuatori, è una lingua di tipo fondamentalmente SOV (soggetto-oggetto-verbo), con cinque declinazioni e quattro coniugazioni verbali. La declinazione dei nomi ha sei casi, tre diretti (nominativo, accusativo, vocativo) e tre obliqui (genitivo, dativo, ablativo). Rispetto all'indoeuropeo, ha perso il locativo (che sopravvive in poche formule, ma è assimilato per lo più dal genitivo e, in qualche caso, dall'ablativo) e lo strumentale (completamente perso e acquisito dall'ablativo). Anche il modo verbale ottativo si perse e così pure la diatesi media (sopravvissuta parzialmente in quei verbi detti deponenti) e il duale (di cui restano solo minime tracce). Inoltre, nel latino il concetto dell'aspetto non aveva grande importanza: sia l'aoristo che il perfetto indoeuropei si fusero in un unico tempo, chiamato dai grammatici latini perfectum. Invece, venne conservato l'originario sistema di tre generi: maschile, femminile e neutro.
Il latino usava una grafia derivata da un alfabeto greco occidentale (quello di Cuma), che a sua volta derivava da quello fenicio; da alcune caratteristiche dell'alfabeto latino, sembrerebbe trasparire peraltro un'intermediazione da parte dell'alfabeto etrusco (ad esempio, l'originaria mancanza in latino di una distinzione grafica tra velare sorda e sonora, entrambe notate con lo stesso segno 'C', per cui si veda più sotto; tale distinzione, presente nell'alfabeto greco, è invece assente in quello etrusco). Originariamente le lettere avevano un'unica forma, corrispondente alla nostra maiuscola; le minuscole furono introdotte in un secondo tempo.

## Autori del “periodo aureo o classico”
Il periodo aureo, chiamato anche classico o di transizione (dalla Repubblica all'Impero), viene suddiviso in periodo ciceroniano (o età cesariana) e periodo augusteo.

### Periodo ciceroniano oAetas Caesaris
(Ettore Paratore, Storia della letteratura latina, 1965)

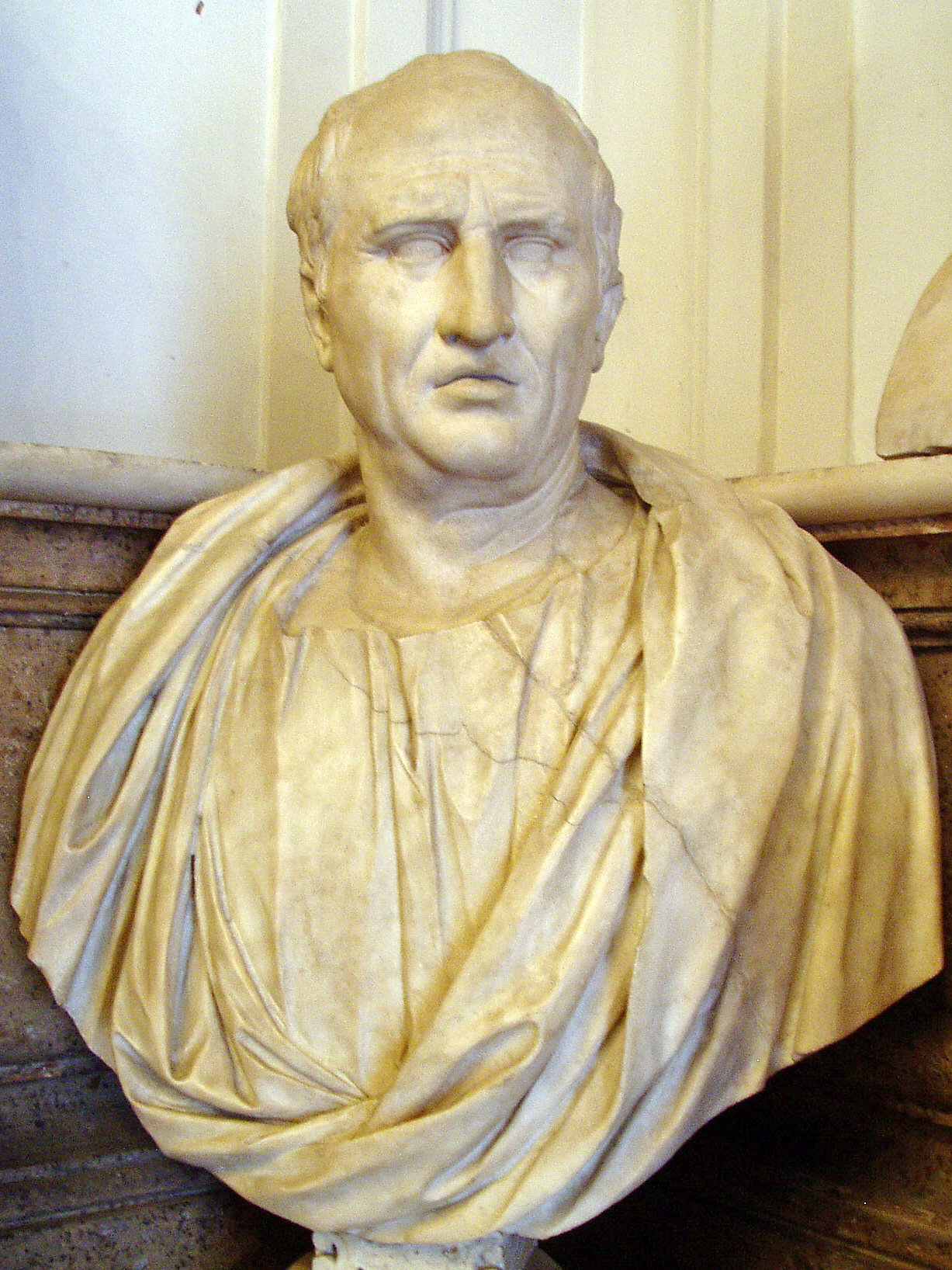
Busto di Cicerone conservato ai Musei Capitolini di Roma.

La morte di Silla è l'evento che sembra chiudere un'epoca storica per aprirne un'altra, inizialmente caratterizzata dalla brama di potere degli optimates che scatenò numerose reazioni in tutto il territorio sottomesso da Roma.
Il periodo compreso tra il 78 a.C. ed il 43 a.C. fu caratterizzato da un clima rovente e da un ambiente in cui spiccarono le figure di Sertorio, Spartaco, Mitridate, Lucullo, Catilina, Cicerone, Pompeo, Crasso e Cesare, il grande condottiero che incoraggiò la fusione fra i romani conquistatori e le popolazioni soggiogate.
Fu un'epoca in cui si presentarono grandi novità, sia in ambito civile che letterario: i grandi modelli della letteratura e dell'arte greca, infatti, vennero assimilati e rielaborati in modo tale da essere adeguati alla sensibilità ed alla spiritualità del tempo: il contrasto tra vecchio e nuovo spesso si notò anche nello spirito e nell'opera di uno stesso autore.
Marco Terenzio Varrone detto Reatino (116 a.C.-27 a.C.), definito da Francesco Petrarca il terzo gran lume romano e da Marco Fabio Quintiliano vir Romanorum eruditissimus (l'uomo più erudito fra i romani), rappresentò il più grande consuntivo della civiltà romana tradizionale, basata sull'osservanza del mos maiorum; fu autore, inoltre, di un'analisi della società a lui contemporanea, intrisa di turbinose vicende politiche e di decadenza morale, nella sua opera più caratteristica, i 150 libri di Saturae Menippeae. Varrone fu un autore molto eclettico: le sue opere (circa 74 in 620 libri) sono raggruppabili in opere storiche ed antiquarie, opere di storia letteraria e linguistica, opere didascaliche, opere di creazione artistica; tuttavia, ci sono pervenuti solamente alcuni libri del De lingua latina e i tre libri del De re rustica.
Marco Tullio Cicerone (106 a.C.-43 a.C.), l'autore da cui prende nome questo periodo, fu una delle più complesse e ricche personalità del mondo romano, dominatore della cultura, del pensiero e dell'arte di un'epoca gloriosa. Manifestò la difesa della tradizione politica e culturale dell'età precedente attingendo e rimodernando spunti e teorie da diversi campi della civiltà ellenica, con nuova ricchezza di mezzi espressivi. Considerato dai contemporanei il re del foro e da Quintiliano l'exemplum (il modello) a cui si doveva ispirare chi studiava eloquenza, Cicerone, grazie alla sua notevole produzione letteraria (insieme a Varrone, l'autore più fecondo della romanità), alla sua abilità nell'oratoria, alla sua espressione retorica ed al suo ideale di humanitas (basato su un'idea di cultura legata ai più autentici valori umani e sulla dignità della persona), segnò un'orma incancellabile nella storia della lingua latina e si propose come coscienza critica per l'uomo di ogni tempo.

#### Principali autori del periodo
- Marco Terenzio Varrone (116–27 a.C.), influenzò molto la grammatica latina;
- Tito Pomponio Attico (112/109 – 35/32 a.C.), editore e corrispondente di Cicerone;
- Marco Tullio Cicerone (106–43 a.C.), oratore, filosofo, corrispondente, i cui lavori contribuirono a definire l'età letteraria aurea attraverso la prosa;
- Servio Sulpicio Rufo (106–43 a.C.), giurista e poeta;
- Decimo Laberio (105–43 a.C.), scrittore di mimi;
- Marco Furio Bibaculo (I secolo a.C.), scrittore di ludicra (eventi sportivi);
- Gaio Giulio Cesare (103–44 a.C.), generale e storico;
- Gaio Oppio (I secolo a.C.), segretario di Giulio Cesare, probabile autore di testi sotto il nome di Cesare stesso;
- Gaio Mazio (I secolo a.C.), ricoprì incarichi pubblici, corrispondente di Cicerone;
- Cornelio Nepote (100–24 a.C.), biografo;
- Publilio Siro (I secolo a.C.), scrittore di mimi e massime;
- Quinto Cornificio (I secolo a.C.), ricoprì incarichi pubblici e fu scrittore di retorica;
- Tito Lucrezio Caro (Lucrezio) (94–50 a.C.), poeta e filosofo;
- Publio Nigidio Figulo (98–45 a.C.), ricoprì incarichi pubblici e fu anche grammatico;
- Aulo Irzio (90–43 a.C.), ricoprì incarichi pubblici e fu storico militare;
- Gaio Elvio Cinna (I secolo a.C.), poeta;
- Marco Celio Rufo (87–48 a.C.), oratore e corrispondente con Cicerone;
- Gaio Sallustio Crispo (86–34 a.C.), storico;
- Marco Porcio Catone Uticense (95–46 a.C.), oratore;
- Publio Valerio Catone (I secolo a.C.), poeta e grammatico;
- Gaio Valerio Catullo (Catullo) (84–54 a.C.), poeta;
- Gaio Licinio Calvo (82–47 a.C.), oratore e poeta.

### Periodo augusteo
(Ettore Paratore, Storia della letteratura latina, 1965)
Allo sforzo politico di Augusto si affiancò l'elaborazione in tutti i campi di una nuova cultura, di impronta classicistica, che fondesse gli elementi tradizionali in nuove forme consone ai tempi. In campo letterario la rielaborazione del mito delle origini di Roma e la prefigurazione di una nuova età dell'oro trovarono voce in Virgilio, Orazio, Livio, Ovidio e Properzio, all'interno del circolo dei letterati raccolto attorno a Mecenate.
L'età di Augusto è considerata uno fra i più importanti e fiorenti periodi della storia della letteratura mondiale per numero di ingegni letterari, dove i principi programmatici e politici di Augusto erano appoggiati dalle stesse aspirazioni degli uomini di cultura del tempo. Del resto la politica a favore del primato dell'Italia sulle province, la rivalutazione delle antiche tradizioni, accanto a temi come la santità della famiglia, dei costumi, il ritorno alla terra e la missione pacificatrice e aggregante di Roma nei confronti degli altri popoli conquistati, furono temi cari anche ai letterati di quell'epoca.
Lo stesso Augusto fu un letterato dalle molteplici capacità: scrisse in prosa e in versi, dalle tragedie agli epigrammi fino alle opere storiche. Di lui ci rimane il resoconto della sua ascesa al potere (Res gestae divi Augusti), dove viene messo in evidenza il suo rifiuto di contrastare le regole tradizionali dello stato repubblicano e di assumere poteri arbitrari in modo illegittimo.

#### Principali autori del periodo
- Publio Virgilio Marone (Virgilio) (70 — 19 a.C.), massimo poeta latino;
- Quinto Orazio Flacco (Orazio) (65 — 8 a.C.), poeta di liriche e satire;
- Sesto Properzio (50 — 15 a.C.), poeta;
- Albio Tibullo (54 — 19 a.C.), poeta elegiaco;
- Tito Livio (Livio) (64 a.C. — 12 d.C.), storico;
- Publio Ovidio Nasone (Ovidio) (43 a.C. — 18 AD), poeta;
- Grazio Falisco, poeta;
- Marco Manilio (I secolo a.C. & d.C.), astrologo e poeta;
- Gaio Giulio Igino (64 a.C. — 17 AD), bibliotecario, poeta e mitografo;
- Marco Verrio Flacco (55 a.C. — 20 AD), grammatico, filosofo;
- Marco Vitruvio Pollione (80-70 a.C. — dopo il 15 a.C.), ingegnere e architetto;
- Marco Antistio Labeone (morto il 10 o 11 d.C.), giurista e filologo;
- Lucio Cestio Pio (I secolo a.C. & AD), educatore latino;
- Gneo Pompeo Trogo (I secolo a.C.), storico e naturista;
- Marco Porcio Latrone (I secolo a.C.), retore;
- Gaio Valgio Rufo (console il 12 a.C.), poeta.